# Jüdischer Friedhof (Verdun)

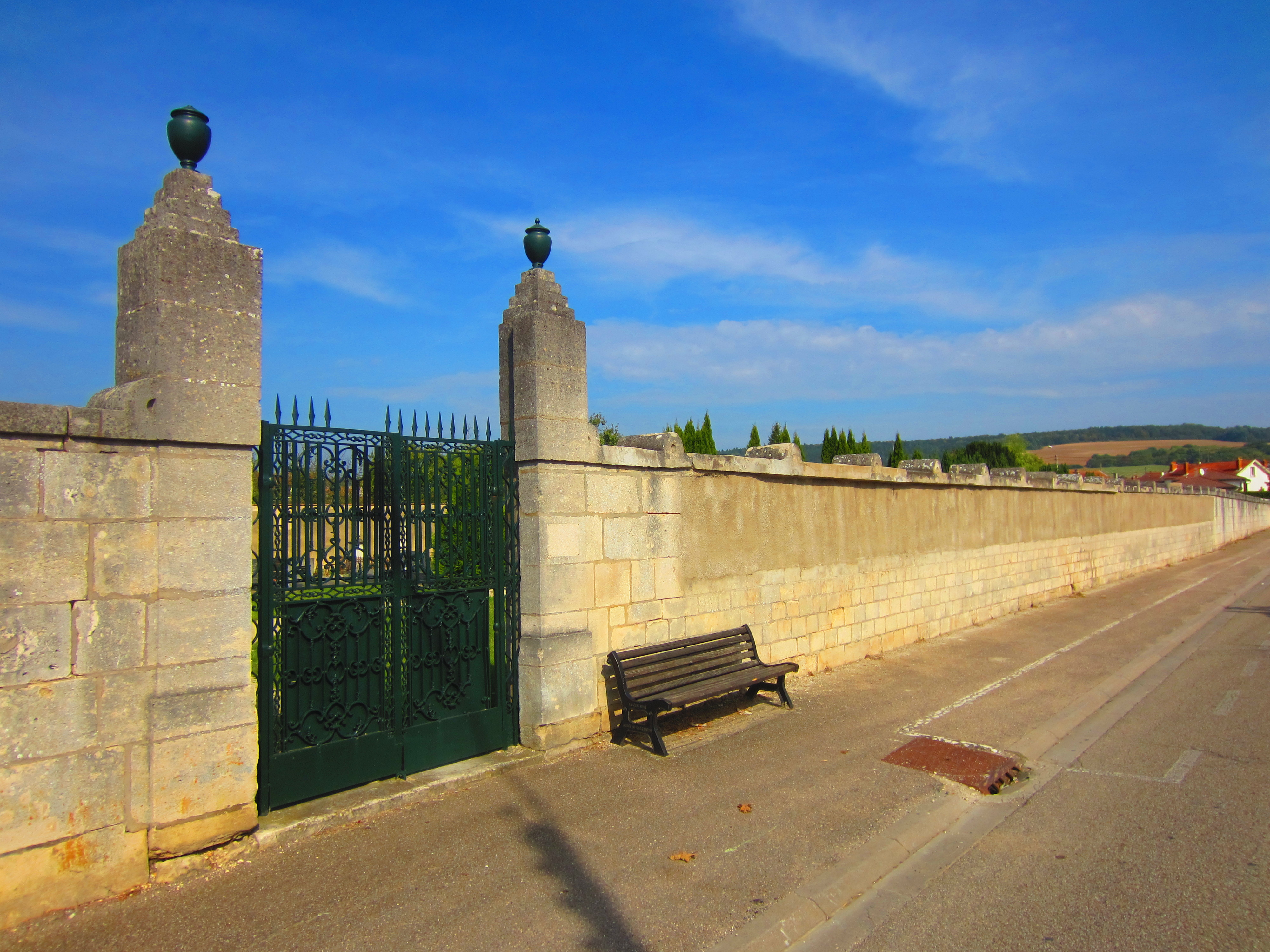
Eingang zum jüdischen Friedhof in Verdun

Der Jüdische Friedhof in Verdun, einer französischen Stadt im Département Meuse in der historischen Region Lothringen, wurde vermutlich im 19. Jahrhundert angelegt. Der jüdische Friedhof befindet sich in der Avenue du Commandant Raynal.